# Natação no Campeonato Mundial de Esportes Aquáticos de 2015 - 50 m costas masculino
A prova dos 50 metros costas masculino da natação no Campeonato Mundial de Esportes Aquáticos de 2015 ocorreu nos dias 8 de agosto e 9 de agosto em Cazã na Rússia.

## Recordes
Antes desta competição, os recordes mundiais e do campeonato nesta prova eram os seguintes:
| Tipo                  | Atleta       | Tempo | Local | Data                |
| --------------------- | ------------ | ----- | ----- | ------------------- |
|                       | Liam Tancock | 24.04 | Roma  | 2 de agosto de 2009 |
| Recorde do campeonato | Liam Tancock | 24.04 | Roma  | 2 de agosto de 2009 |

## Medalhistas
| Ouro                  | Prata              | Bronze             |
| Camille Lacourt (FRA) | Matt Grevers (USA) | Ben Treffers (AUS) |

## Resultados

### Eliminatórias
Esses foram os resultados das eliminatórias.
| Pos. | Bateria | Raia | Nadador                | Nacionalidade  | Tempo | Notas |
| ---- | ------- | ---- | ---------------------- | -------------- | ----- | ----- |
| 1    | 5       | 4    | Camille Lacourt        | França         | 24.56 | Q     |
| 2    | 5       | 3    | Matt Grevers           | Estados Unidos | 24.68 | Q     |
| 3    | 6       | 4    | Ben Treffers           | Austrália      | 24.74 | Q     |
| 4    | 5       | 5    | Mitch Larkin           | Austrália      | 24.77 | Q     |
| 5    | 6       | 5    | David Plummer          | Estados Unidos | 24.79 | Q     |
| 6    | 6       | 6    | Liam Tancock           | Reino Unido    | 24.91 | Q     |
| 7    | 7       | 5    | Jérémy Stravius        | França         | 24.95 | Q     |
| 8    | 7       | 7    | Pavel Sankovich        | Bielorrússia   | 24.97 | Q,    |
| 9    | 7       | 6    | Carl Schwarz           | Alemanha       | 25.12 | Q     |
| 10   | 6       | 2    | Jonatan Kopelev        | Israel         | 25.14 | Q     |
| 11   | 7       | 2    | Simone Sabbioni        | Itália         | 25.21 | Q     |
| 12   | 7       | 3    | Tomasz Polewka         | Polónia        | 25.25 | Q     |
| 13   | 5       | 1    | Grigory Tarasevich     | Rússia         | 25.27 | Q     |
| 13   | 7       | 4    | Vladimir Morozov       | Rússia         | 25.27 | Q     |
| 15   | 5       | 7    | Lavrans Solli          | Noruega        | 25.28 | Q     |
| 16   | 6       | 3    | Miguel Ortiz-Cañavate  | Espanha        | 25.29 | DES   |
| 16   | 6       | 1    | Guilherme Guido        | Brasil         | 25.29 | DES   |
| 18   | 5       | 6    | Guy Barnea             | Israel         | 25.31 |       |
| 19   | 5       | 0    | Park Seon-kwan         | Coreia do Sul  | 25.33 |       |
| 20   | 7       | 8    | Quah Zheng Wen         | Singapura      | 25.44 |       |
| 21   | 4       | 6    | Ralf Tribuntsov        | Estónia        | 25.45 |       |
| 22   | 4       | 4    | Robert Glinţă          | Roménia        | 25.48 |       |
| 23   | 4       | 5    | Masaki Kaneko          | Japão          | 25.49 |       |
| 24   | 6       | 8    | Apostolos Christou     | Grécia         | 25.50 |       |
| 25   | 5       | 2    | Juan Miguel Rando      | Espanha        | 25.54 |       |
| 26   | 6       | 0    | François Heersbrandt   | Bélgica        | 25.55 |       |
| 27   | 4       | 1    | Federico Grabich       | Argentina      | 25.60 |       |
| 28   | 3       | 1    | Alexis Santos          | Portugal       | 25.70 |       |
| 29   | 7       | 1    | Xu Jiayu               | China          | 25.71 |       |
| 30   | 5       | 8    | I Gede Siman Sudartawa | Indonésia      | 25.77 |       |

| Ver o restante da classificação | Ver o restante da classificação | Ver o restante da classificação | Ver o restante da classificação | Ver o restante da classificação | Ver o restante da classificação | Ver o restante da classificação |
| Pos.                            | Bateria                         | Raia                            | Nadador                         | Nacionalidade                   | Tempo                           | Notas                           |
| ------------------------------- | ------------------------------- | ------------------------------- | ------------------------------- | ------------------------------- | ------------------------------- | ------------------------------- |
| 31                              | 6                               | 7                               | Russell Wood                    | Canadá                          | 25.79                           |                                 |
| 32                              | 7                               | 0                               | Viktar Staselovich              | Bielorrússia                    | 25.85                           |                                 |
| 33                              | 4                               | 7                               | Iskender Baskalov               | Turquia                         | 25.94                           |                                 |
| 34                              | 4                               | 3                               | Albert Subirats                 | Venezuela                       | 26.07                           |                                 |
| 35                              | 4                               | 8                               | Ryan Pini                       | Papua-Nova Guiné                | 26.11                           |                                 |
| 36                              | 7                               | 9                               | Lê Nguyễn Paul                  | Vietname                        | 26.14                           |                                 |
| 37                              | 5                               | 9                               | Janis Šaltans                   | Letônia                         | 26.19                           |                                 |
| 38                              | 4                               | 2                               | Kasipat Chograthin              | Tailândia                       | 26.20                           |                                 |
| 39                              | 4                               | 9                               | Omar Pinzón                     | Colômbia                        | 26.27                           |                                 |
| 40                              | 3                               | 5                               | Mohamed Hussein                 | Egito                           | 26.42                           |                                 |
| 40                              | 3                               | 3                               | Daniil Bukin                    | Uzbequistão                     | 26.42                           |                                 |
| 42                              | 3                               | 8                               | Jamal Chavoshifar               | Irão                            | 26.53                           |                                 |
| 43                              | 3                               | 7                               | David McLeod                    | Trinidad e Tobago               | 26.54                           |                                 |
| 44                              | 4                               | 0                               | Charles Hockin                  | Paraguai                        | 26.57                           |                                 |
| 45                              | 2                               | 5                               | Merdan Atayev                   | Turquemenistão                  | 26.64                           |                                 |
| 46                              | 3                               | 6                               | Martin Zhelev                   | Bulgária                        | 26.66                           |                                 |
| 47                              | 3                               | 0                               | Tern Tern                       | Malásia                         | 26.73                           |                                 |
| 48                              | 3                               | 4                               | Daniel Ramírez                  | México                          | 26.84                           |                                 |
| 49                              | 2                               | 6                               | David van der Colff             | Botswana                        | 26.88                           |                                 |
| 50                              | 3                               | 2                               | Riyad Djendouci                 | Argélia                         | 27.20                           |                                 |
| 51                              | 3                               | 9                               | Ngou Pok Man                    | Macau                           | 27.20                           |                                 |
| 52                              | 2                               | 3                               | Timothy Wynter                  | Jamaica                         | 27.21                           |                                 |
| 53                              | 2                               | 7                               | Eisner Barbarena                | Nicarágua                       | 27.35                           |                                 |
| 54                              | 2                               | 2                               | Hamdan Bayusuf                  | Quênia                          | 27.74                           |                                 |
| 55                              | 2                               | 4                               | Yaaqoub Al-Saadi                | Emirados Árabes Unidos          | 28.04                           |                                 |
| 56                              | 2                               | 8                               | Noah Mascoll-Gomes              | Antilhas Holandesas             | 28.69                           |                                 |
| 57                              | 2                               | 1                               | Samson Forcados                 | Nigéria                         | 28.70                           |                                 |
| 58                              | 2                               | 9                               | Mohammad Ahmed                  | Bangladesh                      | 29.10                           |                                 |
| 59                              | 2                               | 0                               | Faraj Saleh                     | Brunei                          | 29.66                           |                                 |
| 60                              | 1                               | 3                               | Adam Allouche                   | Líbano                          | 29.91                           |                                 |
| 61                              | 1                               | 4                               | Arnold Kisulo                   | Uganda                          | 29.98                           |                                 |
| 62                              | 1                               | 5                               | Kerry Ollivierre                | Granada                         | 30.42                           |                                 |
| 63                              | 1                               | 6                               | Kwesi Jackson                   | Gana                            | 31.08                           |                                 |
| 64                              | 1                               | 7                               | Ramziyor Khorkashov             | Tajiquistão                     | 33.15                           |                                 |
| 65                              | 1                               | 8                               | Santisouk Inthavong             | Laos                            | 33.24                           |                                 |
| 66                              | 1                               | 2                               | Tano Atta                       | Costa do Marfim                 | 33.92                           |                                 |
| 67                              | 1                               | 0                               | Ebrahim Al-Maleki               | Iêmen                           | 34.19                           |                                 |
| 68                              | 1                               | 1                               | Moris Beale                     | Serra Leoa                      | 35.85                           |                                 |
| 69 !                            | 6                               | 9                               | Gábor Balog                     | Hungria                         | 99.99 !                         | DNS                             |

Desempate
Foi estabelecido que haveria um desempate entre o Guilherme Guido brasileiro e o espanhol Miguel Ortiz. No entanto Guido optou por não nadar a corrida, preferindo descansar e se concentrar no 4 × 100 medley 

### Semifinal
Esses foram os resultados das semifinais.
Semifinal 1
| Pos. | Raia | Nadador               | Nacionalidade  | Tempo | Notas            |
| ---- | ---- | --------------------- | -------------- | ----- | ---------------- |
| 1    | 4    | Matt Grevers          | Estados Unidos | 24.59 | Q                |
| 2    | 5    | Mitch Larkin          | Austrália      | 24.65 | Q                |
| 3    | 3    | Liam Tancock          | Reino Unido    | 24.75 | Q                |
| 4    | 1    | Vladimir Morozov      | Rússia         | 24.77 | Q                |
| 5    | 6    | Pavel Sankovich       | Bielorrússia   | 25.02 |                  |
| 6    | 2    | Jonatan Kopelev       | Israel         | 25.04 |                  |
| 7    | 7    | Tomasz Polewka        | Polónia        | 25.11 | Recorde nacional |
| 8    | 8    | Miguel Ortiz-Cañavate | Espanha        | 25.19 |                  |

Semifinal 2
| Pos. | Raia | Nadador            | Nacionalidade  | Tempo | Notas |
| ---- | ---- | ------------------ | -------------- | ----- | ----- |
| 1    | 4    | Camille Lacourt    | França         | 24.27 | Q     |
| 2    | 5    | Ben Treffers       | Austrália      | 24.64 | Q     |
| 3    | 3    | David Plummer      | Estados Unidos | 24.82 | Q     |
| 4    | 8    | Lavrans Solli      | Noruega        | 24.93 | Q,    |
| 5    | 6    | Jérémy Stravius    | França         | 24.94 |       |
| 6    | 7    | Simone Sabbioni    | Itália         | 25.05 |       |
| 7    | 2    | Carl Schwarz       | Alemanha       | 25.20 |       |
| 8    | 1    | Grigory Tarasevich | Rússia         | 25.42 |       |

### Final
Esse foi o resultado da final.
| Pos.              | Raia | Nadador          | Nacionalidade  | Tempo | Notas            |
| ----------------- | ---- | ---------------- | -------------- | ----- | ---------------- |
| Medalha de ouro   | 4    | Camille Lacourt  | França         | 24.23 |                  |
| Medalha de prata  | 5    | Matt Grevers     | Estados Unidos | 24.61 |                  |
| Medalha de bronze | 3    | Ben Treffers     | Austrália      | 24.69 |                  |
| 4                 | 6    | Mitch Larkin     | Austrália      | 24.70 |                  |
| 5                 | 7    | Vladimir Morozov | Rússia         | 24.73 |                  |
| 6                 | 8    | Lavrans Solli    | Noruega        | 24.84 | Recorde nacional |
| 7                 | 2    | Liam Tancock     | Reino Unido    | 24.88 |                  |
| 8                 | 1    | David Plummer    | Estados Unidos | 24.95 |                  |

Legenda
| Recorde mundial       | Recorde mundial (World record)               |                       | Recorde africano                      | Recorde africano (African) |                                           | Q | Classificado por posição (Qualified) |
| Recorde do campeonato | Recorde do campeonato (Championship record)  | Recorde da América    | Recorde da América (Americas)         | q                          | Classificado por melhor tempo (Qualified) |   |                                      |
| Melhor marca do ano   | Melhor marca do ano (World leading)          | Recorde asiático      | Recorde asiático (Asian)              | DNS                        | Não largou (Did not start)                |   |                                      |
| Recorde nacional      | Recorde nacional (National record)           | Recorde europeu       | Recorde europeu (European)            | DNF                        | Não terminou (Did not finish)             |   |                                      |
| Recorde pessoal       | Recorde pessoal do atleta (Personal best)    | Recorde da Oceania    | Recorde da Oceania (Oceania)          | DSQ / DQ                   | Desclassificado (Disqualified)            |   |                                      |
| Recorde da temporada  | Recorde da temporada do atleta (Season best) | Recorde sul-americano | Recorde sul-americano (South America) | NM                         | Sem marca (No mark)                       |   |                                      |